# Kaľava
Kaľava este o comună slovacă, aflată în districtul Spišská Nová Ves din regiunea Košice. Localitatea se află la altitudinea de 560 m deasupra n.m., se întinde pe o suprafață de 4,45 km2 și în 2017 număra 401 locuitori.

## Istoric
Localitatea Kaľava este atestată documentar din 1300.

## Demografie
| An:                | 1994 | 2004    | 2014   | 2024   |
| ------------------ | ---- | ------- | ------ | ------ |
| Număr de persoane: | 399  | 439     | 410    | 399    |
| Diferență:         |      | +10,02% | −6,60% | −2,68% |

| An:                | 2023 | 2024   |
| ------------------ | ---- | ------ |
| Număr de persoane: | 397  | 399    |
| Diferență:         |      | +0,50% |